# 一代貴族
一代貴族（いちだいきぞく、英: life peer）は、イギリス貴族のうち、世襲ではなく、一代限りで貴族に叙された者である。現在の制度は、1958年の一代貴族法で制定されている。一代貴族は全て男爵（baron/baroness）位であり、終身で貴族院議員となる。

## 前史

### ウェンスレーデール事件
一代貴族(Life Peer)の先例は14世紀から存在するが、1758年にエリス・バーミンガムが一代限りのアイルランド貴族爵位としてブランドン女伯爵(Countess of Brandon)に叙されたのを最後に19世紀半ばまで例がなくなっていた（1876年以前の一代貴族参照）。また過去の一代貴族の多くは女性だった（女性は貴族院議員とはならない）。そういう中で近代において最初に一代貴族の問題が貴族院の俎上にのったのは1856年のウェンスレーデール事件だった。この事件の概要は以下のとおりである。
貴族院（当時の貴族院は最高裁判所でもあった）に法律家が少なくなっていたことを憂慮した首相第3代パーマストン子爵ヘンリー・ジョン・テンプルは、ヴィクトリア女王に奏請して裁判官サー・ジェームズ・パークを1856年1月16日の勅許状で一代貴族のウェンスレーデール男爵(Baron Wensleydale)に叙させた。この時代には異例である一代貴族としたのはパークの息子がすでに死んでいて爵位継承できる者がなかったこと、世襲貴族にしてしまうと財産面で体面を保たねばならなくなり、裁判官に過ぎないパークではそれほどの財産は用意できないだろうと配慮したためだった。
だが、これは貴族院から大変な反発を招いた。貴族院はウェンスレーデール男爵を議員として認めるかどうかを特権委員会に付託。同委員会はパークを一代貴族とする勅許状も、またそれに基づいて発行される議会招集状も彼を貴族院議席に座らせることはできないと結論した。2月25日に貴族院はこの特権委員会の結論を承認した。この貴族院の強硬な反発を憂慮したヴィクトリア女王は、7月23日に改めて通常の世襲貴族爵位のウェンスレーデール男爵位をパークに与えることで事件を落着させた。
この時、貴族院が一代貴族に反対したのはシドニー・ベイリー(Sydney Bailey)によれば次の諸点であった。
1. 過去の先例は一代貴族任命の例であり、一代貴族に貴族院議席を与える例ではない。したがってパークの場合にこの先例を引用できない。
2. なぜ適当な人物を通常の形で世襲貴族にしないのか。子孫が貴族の権威を保つだけの財産を持ちえないとすれば格下げすればよい。
3. 世襲の原則は革命に対する強力な防塞である。政府に実質的な一代貴族任命権を認めることは、運用次第では貴族院の世襲的性格を弱め、貴族院の独立性を脅かすことになる。
4. 貴族に二種類あることを認めるわけにはいかない。極端に言えば、世襲貴族は金持ちだが無能、一代貴族は貧乏だが有能と国民から囁かれることは認めがたい。
5. 独立した判断を下せるのは富める者のみである。政府は有能だが貧乏な者を一代貴族にすることによって貴族院を自由に操縦できるようになるのではないか。

これらの理由は、この後も長く一代貴族制度が反対され続ける理由だった。

### 一代貴族制の挫折の歴史
一代貴族による貴族院の司法機能強化の問題については、1876年の上訴管轄権法によって法服貴族（常任上訴貴族 Lords of Appeal in Ordinary）制度が設置されたことで解決した。これにより上級の司法職にあった者や弁護士を一代貴族に任命できるようになった。
だが法服貴族以外の一代貴族の導入は遅々として進まなかった。1869年に初代ラッセル伯ジョン・ラッセルによって提出された一代貴族法案は、10年以上庶民院議員を務めた者、陸海軍軍人、上級裁判官、高級公務員、文化部門で優れた者などから28名を限度として一代貴族を任命できるとした法案だったが、第3読会で否決されている。つづいて1888年に第3代ソールズベリー侯ロバート・ガスコイン＝セシルが一代貴族法案を提出した。骨子はラッセル案とほぼ同じで、2年以上上級裁判官であった者、海軍中将・陸軍少将以上の陸海軍軍人、大使、高級公務員および枢密顧問官、5年以上海外植民地の総督であった者、ないしインド副総督であった者などから、50名を限度に一代貴族を任命できるとした法案だったが、第二読会通過後審議未了で終わった。
ついで1908年12月に第5代ローズベリー伯爵アーチボルド・プリムローズを委員長とするローズベリー委員会が、貴族院改革案を作成し、その中で一代貴族導入を提案した。全ての貴族が自動的に貴族院議員に列する制度は廃止して、王族議員3名、特定の役職の就任経験を持つ世襲貴族130名、世襲貴族の互選による代表貴族院議員200名、聖職貴族議員10名、法服貴族議員5名、一代貴族議員40名で構成することを内容とした。しかし数か月後にロイド・ジョージの人民予算案が否決され、その後の嵐のような与野党・両院対立の中でこの改革案も立ち消えた。
1909年から1911年の議会法をめぐる貴族院危機で貴族院の世襲的性格が批判されるようになり、一代貴族制を含む貴族院改革案もいくつか提出されているが、どれも流産した。以上に掲げたような一代貴族創設に関するあらゆる提案は、単に提案に留まったり、法律案として上程されたが、否決または審議未了ないし撤回され続け、結局1958年の一代貴族法の成立を見るまでは実現しなかった。
早期から貴族院充実強化の必要性が叫ばれ、一代貴族創設案が多数提出されながら、なぜ1958年まで一つとして成功しなかったかは、必ずしも明確でないが、ひとつには政府が一代貴族任命権を実質的な意味で行使することは政府および庶民院に対する貴族院の従属を招来するという危惧があったと思われる。またバーナード・クリックによれば貴族院議員たちの間には貴族としての体面を保てる財産を持たない者を一代限りとはいえ貴族にすることに強い反発があったという。
この空気に変化が生じてきたのは、何よりも労働党の台頭であった。貴族院廃止を綱領で掲げていた同党が党勢拡大し、政権に近づくにつれて保守党内には現状のままでは貴族院の寿命は幾ばくも無いという危機感が生まれたし、逆に労働党内には「弱い」ことを条件に貴族院を認めようという空気が支配的となっていった。そのため両党間に貴族院改革での歩み寄りがみられるようになり始めたのである。
その最初の結実は1948年春の保守党、労働党、自由党の貴族院構成に関する三党試案であり、以下の点で合意がみられた。
- 改革は貴族院が庶民院の補助機関であるとの基礎に立って、現行の構成の修正を行い、選挙による新しい型の第二院の設置には反対する。
- 一党が永続的に多数を占めないようにする。
- 現行の世襲貴族のみによる出席・評決権は認めない。
- 第二院の議員は議会貴族 (Lords of Parliament) と称し、本人自身の卓越または国家奉仕の理由により、世襲貴族および平民双方から選抜された者が任命され、後者は一代貴族とする。
- 議会貴族ではない世襲貴族には庶民院議員に立候補し、また他の市民と同様の方法で各選挙に投票する資格を与える。

ただ、この合意には「貴族院の構成と権限は相互的な物なので、両者について意見の一致を見ないときは、全般的な合意に達しえないものとする」とする一項があり、権限の点で三党の合意が得られなかったことから結局この試案自体は御破算となった。
しかしとにもかくにも三党が一代貴族を認めたことは一代貴族法成立への基礎となった。

## 一代貴族法の成立
1957年10月30日から31日の2日間、テーナム卿提出の貴族院改革案の提出を政府に求める動議を議題に保守党政権マクミラン内閣のコモンウェルス担当大臣第14代ヒューム伯爵アレック・ダグラス＝ヒュームと、野党労働党の初代アトリー伯爵クレメント・アトリー、自由党の初代サミュエル子爵ハーバート・サミュエルといった与野党の貴族院重鎮たちの会合がもたれた。この場でヒューム伯は一代貴族法案を提出することを言明した。この宣言通り、5週間後にヒューム伯は一代貴族法案を貴族院に提出した。委員会で修正案の形で論じられたが、結局政府の原案通り可決された。その後庶民院に送付されたが、バーナード・クリックによれば庶民院の議論は「活気のない、思慮のない」ものであったという。しかし法案は庶民院も通過し、1958年4月30日にエリザベス女王の裁可を得て一代貴族法は成立した。その内容は以下のとおりである。
法律の中にある「法により無資格者となる」ケースとしては、大逆罪などの重罪で貴族院から有罪判決を受け、死刑、終身刑、懲役、2か月以上の禁固に処せられた場合、貴族院が議員資格をはく奪する決定をした場合、英国籍を失った時、破産した時、議会宣誓を拒否した場合がある。
一代貴族の任命は首相の助言に基づく女王（国王）の勅許状によって行われ、首相は推挙にあたっては事前に名誉精査委員会(Honours Scrutiny Committee)の議を経て、他党リーダーにも候補者の推薦を求めるという形で運用が始まった。

## 現在の運用
| 首相 | 政党   | 期間      | 任命数  | 1年平均 |
| --- | ------ | --------- | ------- | ------- |
| マクミラン | 保守党 | 1957–1963 | 46人    | 9.2*    |
| ダグラス＝ヒューム | 保守党 | 1963–1964 | 16人    | 16.0    |
| ウィルソン | 労働党 | 1964–1970 | 122人   | 20.3**  |
| ヒース | 保守党 | 1970–1974 | 58人    | 14.5    |
| ウィルソン | 労働党 | 1974–1976 | 80人    | 40.0**  |
| キャラハン | 労働党 | 1976–1979 | 58人    | 19.3    |
| サッチャー | 保守党 | 1979–1990 | 201人   | 18.2    |
| メージャー | 保守党 | 1990–1997 | 160人   | 20.1    |
| ブレア | 労働党 | 1997–2007 | 357人   | 35.7    |
| ブラウン | 労働党 | 2007–2010 | 34人    | 11.3    |
| キャメロン | 保守党 | 2010–2016 | 243人   | 40.5    |
| メイ | 保守党 | 2016–2019 | 43人    | 14.3    |
| ジョンソン | 保守党 | 2019–2022 | 87人    | 29.0    |
| トラス | 保守党 | 2022      | 30人    | 30.0    |
| スナク | 保守党 | 2022-     | 11人    | 11.0    |
| 合計 | 合計   | 合計      | 1,546人 | 23.6    |
| * マクミランは法律制定後の5年間で計算 **ウィルソンの合計平均は25.4人である 世襲貴族に付与された一代貴族(1999年以降)は数に含まれない |        |           |         |         |

一代貴族は、首相の助言に基づく国王の勅許状によって叙爵される。首相による人選は首相独自の判断による場合もあれば、政府から独立した貴族院任命委員会の推薦に基づく場合もある。叙爵されるのは主に政界・官界・軍・司法界などで活躍した者であり、男女問わないが、叙爵に明確な基準があるわけではないため、首相の裁量権が大きくなりがちである。2014年現在のところ確立されている首相裁量権を制限する習律としては「政党政治的叙爵に際して首相は自らが所属する政党だけではなく、他の党の人間も叙爵しなければならない」ことと「クロスベンチャー議員(中立派議員。各分野の専門家が多い)の叙爵は首相の直接指名ではなく貴族院任命委員会の指名に依らなければならない」ことの2つがある。貴族院任命委員会は2000年に設立され、求人のような透明・厳格な過程でもって指名を公募し、また政党政治的指名に際してもその人物の「適格性」を評価する機能を持つ（ただしこの「適格性」評価はその人物が立派な人間であることを保証するためのものであり、議員資格に照らした適格性や任命数の統制などはこの機関では検討しない)。
一代貴族の授爵は首相退任時（退任する首相が次の首相に叙爵候補リストを残す）と総選挙時（引退を表明した庶民院議員たちを叙する）に行われることが多い。2010年の政権交代時には退任するブラウン労働党政権が通例を大きく超える32名の叙爵リスト（多くは労働党系。後任のキャメロンはうち29名の叙爵を女王に助言した）を残したため、「前回総選挙で各党が獲得した得票率を反映させる」ことを連立政権プログラムに掲げるキャメロン保守党・自民党連立政権としてはバランスをとるため、与党系も大量に叙爵せざるをえなくなり、結果キャメロンの首相就任から1年以内に117人も一代貴族に叙され、2011年4月には一代貴族総数が792人に達した。現行制度だとこうした首相の「授爵合戦」が行われた場合に一代貴族が急増することが懸念されており、首相の裁量権を抑制する改革の必要性も唱えられている。
1985年以降は世襲貴族は王族を除いてまったく創設されておらず、臣民が叙されるのは事実上一代貴族のみとなっている。1999年にはトニー・ブレア政権によって貴族院法が制定され、世襲貴族の議席が92議席に限定されたため、貴族院議員の大多数は一代貴族になっている。これにより貴族院は「もっぱら先祖の活躍と地位のみに基づく」世襲貴族中心の議院から本人の実績や経験に基づく一代貴族が中心の議院へと転換された。
一代貴族の爵位名（Baron ×××の部分）は、近代の世襲貴族の多くもそうだが、名字をそのまま爵位名とすることが多い。このためLordの敬称の後に名字がきているように見えるが、Lordの後につくのは爵位名である。
同じ名字の一代貴族が既に存在する場合、ミドルネームを含めた爵位名にするか、地名に付けることにより区別する。